# Donges
 Donges  es una población y comuna francesa, situada en la región de Países del Loira, departamento de Loira Atlántico, en el distrito de Saint-Nazaire y cantón de Montoir-de-Bretagne.

## Demografía
| 2 112 | 2 054 | 1 904 | 2 230 | 2 700 | abs. | 2 809 | 2 808 | 3 004 | 3 006 | 3 055 | 2 890 | 2 889 | 2 918 | 2 902 | 2 933 | 2 925 | 2 883 | 2 886 | 2 862 | 2 745 | 2 770 | 2 703 | 2 896 | 3 022 | 4 590 | 6 263 | 6 458 | 6 280 | 6 726 | 6 377 | 6 157 | 6 338 | 6 467 |
| Para los censos de 1962 a 1999 la población legal corresponde a la población sin duplicidades (Fuente: INSEE [Consultar]) |       |       |       |       |      |       |       |       |       |       |       |       |       |       |       |       |       |       |       |       |       |       |       |       |       |       |       |       |       |       |       |       |       |